# Die Sonne Satans
Die Sonne Satans (Originaltitel: Sous le soleil de Satan, Alternativtitel: Unter der Sonne Satans) ist eine filmische Adaption des gleichnamigen Romans von Georges Bernanos. Regie führte Maurice Pialat, Darsteller der Hauptrollen waren Gérard Depardieu und Sandrine Bonnaire sowie Pialat selbst. Der Film hatte seine Uraufführung bei den Internationalen Filmfestspielen von Cannes 1987 und wurde dort mit der Goldenen Palme ausgezeichnet.

## Handlung
Ganz im Norden Frankreichs in einer nicht genau bestimmten Zeit am Anfang des zwanzigsten Jahrhunderts. – In der kleinen Gemeinde Campagne-lès-Hesdin hat der junge Priester Donissan sein Amt angetreten. Erst einmal befindet sich Donissan in der Obhut seines Doyens Menou-Segrais, in dessen Haus er auch wohnt. Der Film beginnt – es ist bereits später Abend oder Nacht – mit einem langen Gespräch zwischen den beiden, in denen Donissan Zweifel am Priesteramt, vor allem aber an seiner eigenen Eignung für dieses Amt äußert. Eine heftige Gefühlsregung lässt ihn ohnmächtig werden, und als Menou-Segrais ihm wieder auf die Beine hilft und ihm Luft verschaffen will, stößt der Doyen auf Donissans von einem Büßerhemd blutig gescheuerte Brust. Menou-Segrais ist sich bewusst, dass seine „Art von Müßiggang“ und sein Leben, das sich nicht sehr von dem „eines wohlhabenden Bürgers“ unterscheide, dem jungen, strengen Priester „zuwider“ sein müsse. Er wolle ihm aber auf dem ihm bevorstehenden, „Gottes Absichten“ mit ihm entsprechenden Weg eine Hilfe sein. – Am nächsten Morgen, allein in seinem Zimmer, führt Donissan Selbstgeißelungen aus, indem er mit einer langen Metallkette auf seinen Oberkörper einschlägt.
In Campagne lebt auch die 16-jährige, Mouchette genannte Germaine Malorthy. Es ist ein Uhr nachts, als sie im Haus des Marquis de Cadignan auftaucht und ihn drängt, bei ihm bleiben zu können. Schnell entwickelt sich ihr Gespräch zu einem Streit, ohne dass man den Hintergrund zunächst erschließen kann. Mouchettes Vater, der Bierbrauer Malorthy, hat Cadignan jedenfalls unter Druck gesetzt, und man erfasst die Situation, als Cadignan sagt: „Nach deiner Entbindung werden wir weiter sehen.“ Und : „Also gut, ich behalte dich hier bis morgen.“ Am nächsten Morgen hantiert Mouchette mit einem herumliegenden Gewehr und erschießt damit ohne einen ersichtlichen Grund, nur einem plötzlichen Impuls folgend, Cadignan. Entsetzt schreit sie auf.
Ein paar Tage oder sogar Wochen sind vergangen, als Mouchette ihren anderen Liebhaber, den verheirateten Arzt Dr. Gallet, aufsucht. Sie sagt ihm, dass sie schwanger ist und er, Gallet, vielleicht sogar der Vater. Sie gesteht ihm, dass sie den Marquis de Cadignan erschossen hat. Gallet schenkt ihren Worten zunächst keinen Glauben, erkennt aber schließlich, dass Mouchette die Wahrheit sagt. Dennoch macht er ihr klar – und Grund dafür ist einzig die eigene Sorge, in die Sache hineingezogen zu werden –, dass diese Wahrheit nicht ans Licht kommen wird. Auch diese Szene endet mit einem Aufschrei Mouchettes – fassungslos vor diesem schwächlichen Hypokriten.
Von Menou-Segrais wird Donissan nach Étaples geschickt, er solle dort die Messe eines „Amtsbruders“ übernehmen. Auf dem Fußmarsch dorthin verirrt Donissan sich, und es ist schon Nacht geworden, als er von einem Fremden angesprochen wird. Es ist ein Pferdehändler, der sich zunächst als hilfsbereit darstellt. Der erschöpfte Donissan verliert das Bewusstsein, und der Pferdehändler küsst den am Boden Liegenden. Nachdem Donissan wieder zu sich gekommen ist, bedrängt ihn der Pferdehändler mehr und mehr; er werde Donissan mit der Gabe der wirklichen Selbsterkenntnis und der Gabe, in die Seelen anderer zu blicken, ausstatten. Da erkennt Donissan, dass er eine Inkarnation des Teufels vor sich hat: „Weiche, Satan!“
Kurz bevor er wieder Campagne erreicht, begegnet Donissan in den frühen Morgenstunden Mouchette. Es ist auf dem Grundstück des Anwesens von Cadignan, und Donissan, so bewahrheitet sich nun die Prophezeiung, „weiß“ von ihrer Tat. Er redet auf Mouchette ein: Nur wenn sie sich zu Gott bekenne, werde sie Ruhe finden.
Wenig später hat sich Mouchette in ihr Zimmer im elterlichen Haus zurückgezogen. Sie wirft sich aufs Bett, sie setzt sich neben ihr Bett, ihr Blick geht ins Leere. Dann steht sie auf, holt aus dem Badezimmer ein Rasiermesser und führt es an ihre Halsschlagader. – Mit einem lauten Krachen wirft sich Donissan gegen die Tür von Mouchettes Zimmer; zu spät – sie liegt bereits tot, in einer großen Blutlache auf dem Fußboden. Donissan hebt Mouchettes blutverschmierte Leiche in seine Arme und trägt sie in die Kirche, legt sie vor den Altar. Dem wenig später eintreffenden, ihn verstört befragenden Menou-Segrais sagt Donissan: „Ich wollte sie Gott zurückgeben.“ – Ein von dem Geschehen unterrichteter Bischof verkündet, Donissan sei keine Gemeinde mehr zu überantworten, stattdessen solle er vorläufig in einem Kloster La Trappe leben.
Ein großer Zeitsprung und ein anderer Ort. – Donissan ist inzwischen Priester in Lumbres, und von den Gläubigen der dortigen Gemeinde wird er fast wie ein Heiliger verehrt. Er wird an das Bett eines todkranken Kindes gerufen. Am Haus der Familie erfährt er, dass der Junge bereits gestorben ist. Aber er ist sich sicher, ein Wort von ihm könnte das Kind wieder zum Leben erwecken. Doch welche Stimme hat ihm das soeben eingegeben? Voller Zweifel, ob sein Tun rechtmäßig ist, geht Donissan also ins Haus, hebt das tote Kind in die Höhe und spricht einen lateinischen Vers. Tatsächlich schlägt der Junge die Augen auf, und seine Mutter ruft aus: „Er lebt, er lebt.“
Zurück in der Kirche will Donissan das Geschehene notieren, bricht dabei aber, wie von einem Schlag getroffen, zusammen. Er kann später noch eine Beichte abnehmen, dann stirbt er. Menou-Segrais schließt seinem Glaubensbruder die Augen.

## Hintergrund

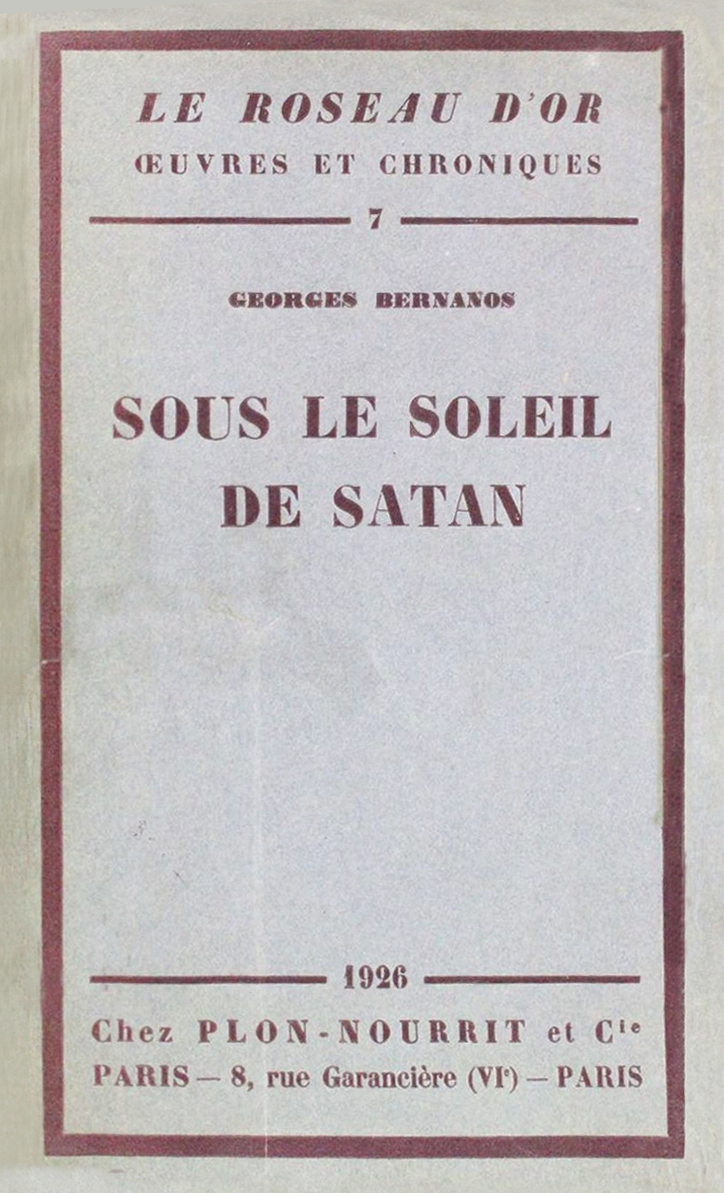
Erstausgabe des Romans von Georges Bernanos.

### Entstehungsgeschichte
Pialats Pläne einer Verfilmung des Romans von Georges Bernanos gingen bis in die Mitte der 1960er Jahre zurück. Schon damals wandte er sich an die Rechteinhaber des Werks von Bernanos, erhielt aber, da er bis dahin nur einige Kurzfilme vorzuweisen hatte, keine Zusage für eine Adaption. Nachdem er seinen ersten Langfilm, L’enfance nue (Nackte Kindheit), fertiggestellt hatte, erneuerte Pialat 1969 seine Anfrage. Zu dem Zeitpunkt waren die Rechte an einer Verfilmung bereits an eine Fernsehproduktion vergeben worden. So dauerte es bis 1986, ehe es zu mehreren Begegnungen zwischen Pialat und Georges Bernanos’s Sohn, Jean-Loup Bernanos, kam, bei denen bereits Einzelheiten des Drehbuchs besprochen wurden und Pialat schließlich die Rechte an einer Verfilmung des Stoffes erhielt.
Die beiden Hauptfiguren des Films hatte Pialat da bereits seit ein paar Jahren vor Augen. Bereits unmittelbar nach seinem Film À nos amours (Auf das, was wir lieben) sagte er Anfang 1984 in einem Gespräch mit der Zeitschrift Positif, man könne den Eindruck haben, dass die Figur des Priesters Donissan geradezu für Gérard Depardieu geschrieben sei und dass Sandrine Bonnaire sicher eine interessante Mouchette-Darstellung bieten könne.
Die Dreharbeiten fanden schließlich im Herbst 1986 statt. Der Großteil der Aufnahmen fand in Montreuil-sur-Mer statt, u. a. in der dortigen Kirche, bzw. in der Küstenlandschaft zwischen dem Ort und der Ärmelkanal. Während der Dreharbeiten kam es zu einer interessanten Umbesetzung einer Rolle. Darsteller des Dr. Gallet war zunächst Claude Berri. Die Szenen mit Mouchette und Gallet waren bereits gedreht, als Pialat feststellte, dass ihm die Beziehung der Figuren zueinander, wie von Bonnaire und Berri dargestellt, nicht glaubwürdig erschien. Pialats Filmeditor Yann Dedet übernahm die Rolle, und die Szenen wurden neu gedreht. Wie auch bei anderen Filmen besetzte Pialat einige Nebenrollen mit Laien; die Darstellerin von Mouchettes Mutter z. B., Brigitte Legendre, war die damalige Inhaberin einer Apotheke in Montreuil-sur-Mer.

### Einige Unterschiede zwischen Film und Roman
Einige Straffungen führten dazu, dass einige Nebenfiguren oder Konflikte, die nicht die Hauptfiguren berühren, von Sylvie Danton und Maurice Pialat nicht adaptiert wurden. Z. B. gibt es im Roman einen längeren Disput zwischen Mouchettes Vater, Monsieur Malorthy, und dem Marquis de Cadignan. Neben solchen Straffungen sind u. a. folgende wesentlichere Unterschiede zwischen Film und Roman nennenswert:
- Mouchettes Geschichte – ihre Liebschaften mit Cadignan und Gallet, ihre Schwangerschaft – bildet im Roman einen Prolog, ehe der Priester Donissan überhaupt ein erstes Mal auftritt. Der Prolog endet, indem Mouchette eine Fehlgeburt erleidet.
- Im Roman äußert Mouchette, nachdem sie sich die todbringenden Verletzungen zugefügt hat, selbst noch den Wunsch, von Donissan vor den Kirchenaltar gebracht zu werden.
- Am Ende des Romans tritt noch eine weitere Figur auf, der Schriftsteller Saint-Marin. Pialat hat entsprechende Szenen mit dieser Figur, dargestellt von Alain Cuny, gedreht, dann aber verworfen und stattdessen noch einmal den Doyen Menou-Segrais in den Schlussszenen in Lumbres auftreten lassen. Es war dies, ohne Inkohärenz, nur möglich, da der Film den großen Zeitabstand zwischen Donissans Beginn seiner Priesterzeit in Lumbres und seinem Tod – im Roman sind es mehr als zwanzig Jahre – ignoriert. Weder Donissan noch Menou-Segrais sind erkennbar gealtert.[8]

## Rezeption
Sous le soleil de Satan ist einer jener Filme, deren Rezeption vollkommen unterschiedliche Auffassungen darüber verdeutlicht, was einen guten Film ausmacht. Stellvertretend dafür stehen drei Zitate – vom französischen Filmkritiker Gérard Lenne, vom französischen Bernanos-Kenner Michel Estève und vom amerikanischen Filmkritiker Jonathan Rosenbaum.

„[Pialat], der reuelose Nörgler, perfekte Schuft, zärtliche und bissige Maler unserer Gesellschaft, serviert uns ein seltsames Sammelsurium aus Frömmelei und Teufelei Jahrgang 1926.“

„Verführt von der Kraft des Romans von Bernanos, konnte [Pialat] nichts Besseres tun, als an der Oberfläche des Meisterwerks von Bernanos zu bleiben.“

„Kompromisslos streng und hart, ist Pialats bemerkenswerter Film nicht nach jedermanns Geschmack, und die Akzeptanz von Bernanos Welt ist keine leichte Angelegenheit, aber es ist sicherlich ein Hauptwerk eines großen Filmemachers mit einer der stärksten Leistungen von Depardieu.“

In deutschsprachigen Feuilletons blieb der Film weitgehend unbeachtet. Eine der wenigen Bewertungen findet sich im Filmdienst:

„Die formstrenge, von innerer Dynamik getragene Romanverfilmung zeichnet das Urdrama des Menschen im Spannungsfeld von Anfechtung, Schuld und Gnade aus existentialistischer, agnostischer Perspektive. Gerade dadurch wird das unzeitgemäße Bemühen um spirituelle Dimensionen in einer gottverlassenen Welt glaubhaft, zeichnen sich spirituelle Defizite einer materialistischen Gegenwart ab und gewinnt das Thema beeindruckende Ernsthaftigkeit. Hervorragend gespielt.“

## Auszeichnung
Bei den 40. Internationalen Filmfestspielen von Cannes, im Mai 1987, wurde Sous le soleil de Satan mit der „Palme d’or“ (der „Goldenen Palme“) ausgezeichnet. – Als Yves Montand die „einstimmige Entscheidung“ der Jury verkündete, gab es im Saal lautstarke Missfallenskundgebungen. Maurice Pialat schloss seine kurzes Dankesrede daraufhin mit dem berühmt gewordenen Satz: „Wenn Sie mich nicht mögen, dann kann ich Ihnen sagen, dass ich Sie ebenso wenig mag.“